# Луций Публилий Цельс
Луций Публилий Цельс (лат. Lucius Publilius Celsus) — римский политический деятель.
Цельс происходил из кампанского городка Байи из рода Публилиев. Он был одним из близких друзей императора Траяна и участвовал вместе с ним в его дакийских войнах. В 102 году Цельс был консулом-суффектом. В 113 году он занимал должность ординарного консула. Его коллегой был Гай Клодин Криспин.
Преемник Траяна император Адриан в начале лета 118 года приказал казнить Цельса по обвинению в заговоре против него в Байях. Дион Кассий говорит, что истинной причиной были большое влияние, богатство и слава Цельса. 